# Bak Anlung
Bak Anlung es una comuna (khum) del distrito de Trapeang Prasat, en la provincia de Oddar Mean Chey, Camboya. En marzo de 2008 tenía una población estimada de 1737 habitantes.
Se encuentra ubicada al norte del país, cerca de los montes Dangrek y de la frontera con Tailandia.